# Дилево (Ґолюбсько-Добжинський повіт)
Дилево (пол. Dylewo) — село в Польщі, у гміні Ковалево-Поморське Ґолюбсько-Добжинського повіту Куявсько-Поморського воєводства.
У 1975-1998 роках село належало до Торунського воєводства.